# Dafnis

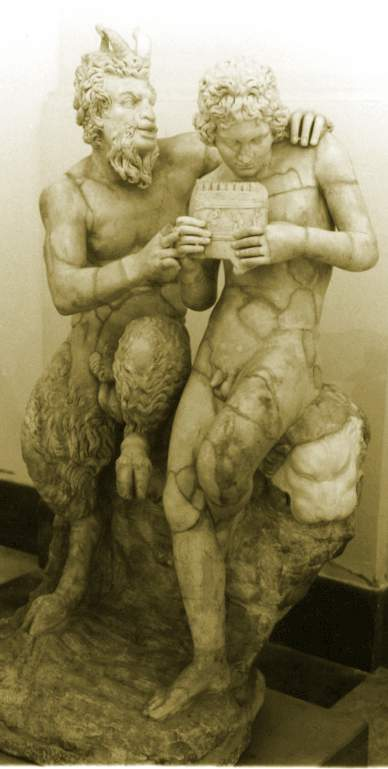
Escultura hallada en Pompeya: Pan enseña a Dafnis a tocar la zampoña. Ca. 100 a. C.

En la mitología griega, Dafnis (en griego antiguo Δαφνίς, Daphnís, «baya de laurel») era un pastor siciliano a quien se atribuye la invención de la poesía bucólica.
Se le considera hijo de Hermes con una ninfa o simplemente el amante (erómeno) de este dios. Ovidio lo considera un pastor ideo, pero no aclara si se refiere al Ida frigio o al cretense, pues el término alude a cualquier montaña boscosa. Fue Dafnis el primero entre los pastores, y, muy joven aún, desposó a la ninfa Naíde. Otros lo creen erómeno de Pan.

## Mito
Su madre lo abandonó de niño en un campo de laureles al verle rodeado por dos llamas de fuego, de donde recibió su nombre y por lo que también es llamado favorito de Apolo. Fue criado por ninfas o pastores, y él mismo se hizo pastor, evitando las bulliciosas multitudes de hombres y cuidando sus rebaños en el monte Etna en invierno y verano.
Pan le enseñó a cantar y tocar la siringa, y a veces se lo presenta como su amante. Estaba protegido por las Musas, que le inspiraban el amor de la poesía. Compuso poesías bucólicas con las que deleitaba a Artemisa en sus cacerías. Se dice que antes de él los pastores llevaban una vida salvaje y que Dafnis los civilizó, enseñándoles a respetar y honrar a los dioses, y que difundió entre ellos el culto a Dioniso, que celebraban solemnemente.
Una náyade, cuyo nombre cambia de un escritor a otro (Equenais, Xenea, Nomia o Lice), se enamoró de él y le hizo prometer que nunca tendría relación con otra doncella, con la amenaza de que quedaría ciego si violaba este voto. Durante un tiempo el hermoso Dafnis resistió las numerosas tentaciones a las que estuvo expuesto, pero al fin cedió tras ser emborrachado por una princesa. Así, la náyade lo castigó con la ceguera o, según otros, lo transformó en piedra.
Tras quedar ciego, pidió ayuda a su padre, quien lo subió al cielo (donde tomó bajo su protección a pastores y rebaños) e hizo brotar un pozo en el lugar donde todo había sucedido. El pozo llevaba el nombre de Dafnis y en él los sicilianos ofrecían un sacrificio anual. Filargirio, en este mismo pasaje, afirma que Dafnis intentó consolarse de su ceguera mediante canciones y tocando la flauta, pero que no vivió mucho más, y el escolio sobre Teócrito relata que cayó por un precipicio mientras deambulaba ciego. Relatos ligeramente diferentes aparecen en los comentarios de Servio y en varias partes de los Idilios de Teócrito.
Según otras versiones, Estesícoro hizo del destino de Dafnis el tema de su poesía bucólica, que fue la primera de su clase.